# Матусовский, Лев Моисеевич
Лев Моисе́евич Матусо́вский (Иуда-Лейзер Мовшев Матусовский; 26 ноября 1883, Богучар, Воронежская губерния — 1960, Москва) — русский и советский фотограф известный снимками Луганска. отец поэта Михаила Матусовского.

## Биография

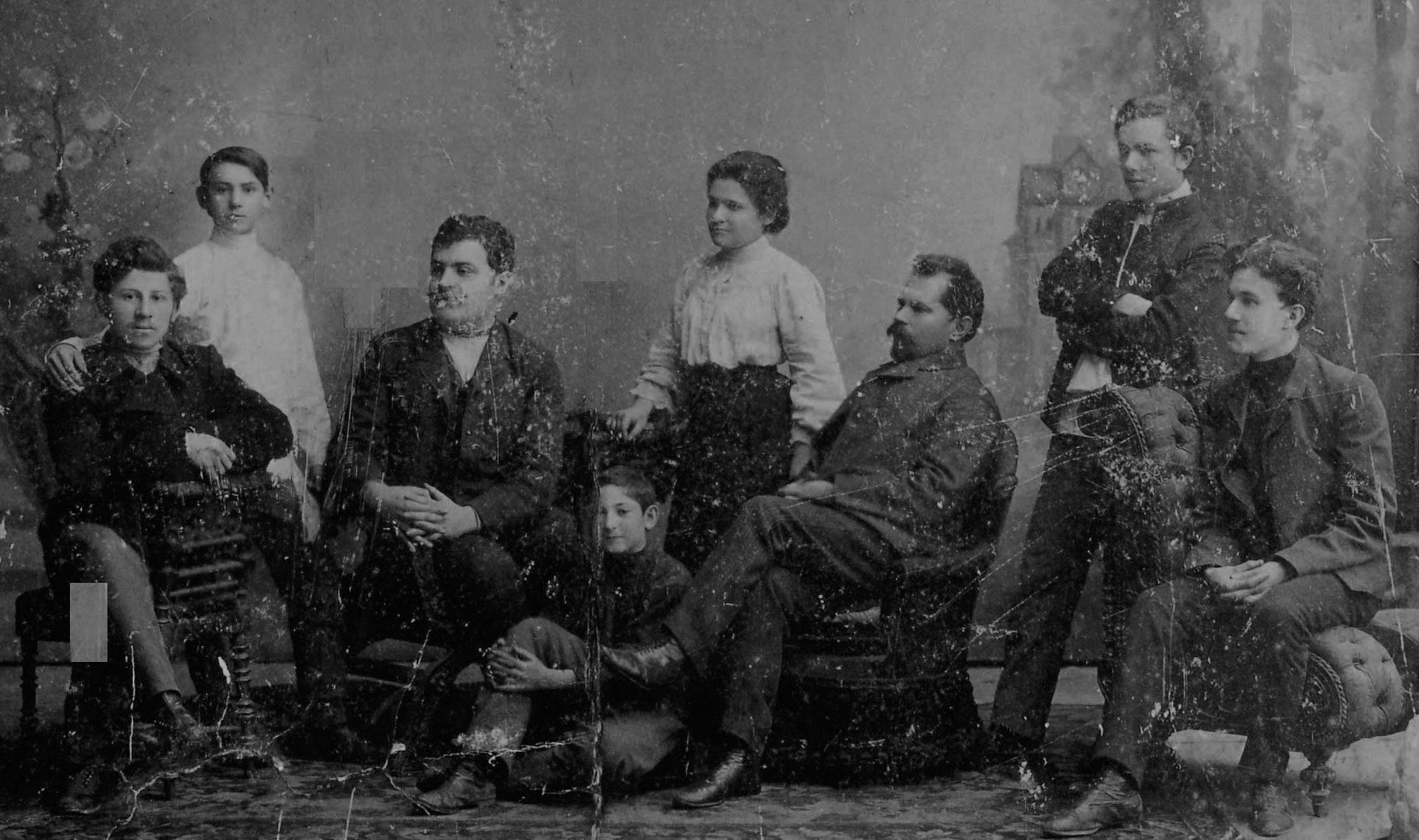
Луганский фотограф Семён Ильич Уманский (3-й справа) с учениками. Лев Моисеевич Матусовский 3-й слева. Конец XIX века.

Лев Матусовский родился в 1883 году в городе Богучар Воронежской губернии в семье мещан из Ростова-на-Дону Мовши Гершевича Матусовского (1859—?) и Гитли Матусовской (1861—?), уроженцев Екатеринославской губернии.
После окончания Луганского 5-классного городского училища с 17 лет стал жить самостоятельным трудом. В 1905 году Лев Матусовский поступил учеником к известному в городе фотографу — Семёну Ильичу Уманскому. Уже 12 августа 1912 года Лев Матусовский открывает собственное фотоателье в доме, в котором снимал квартиру. По городской легенде именно Уманский дал деньги для того, чтобы Лев смог завести своё дело. Реклама нового заведения была размещена в справочной книге «Весь Луганск в кармане» за 1912 год. Позже сын Льва Моисеевича — Михаил Матусовский описал этот непростой период в жизни семьи в стихотворении «Моя родословная».
Когда внезапно умер дед,

оставив брюки и жилет,

Библейский том, горбатый

дом и два алтына на обед,

Отец выпрашивал куски,

считал обиды и пинки,

И счастлив был, когда попал

к фотографу в ученики.

Был дом обложен с двух сторон

стеной искусственных колонн,

В нём жил богач, старик Палант,-

к нему ходили на поклон.

Стяжатель, ворон, скопидом,

чужою смертью и трудом

Он нажил круглый капитал

и, наконец, отстроил дом.

Он окружил его крыльцом,

и замостил вокруг торцом,

И прямо к солнцу повернул

тупым и каменным лицом.

Часть дома нашей сдал семье,

и в этом варварском жилье

Он разрешил открыть отцу

для фотоснимков ателье.

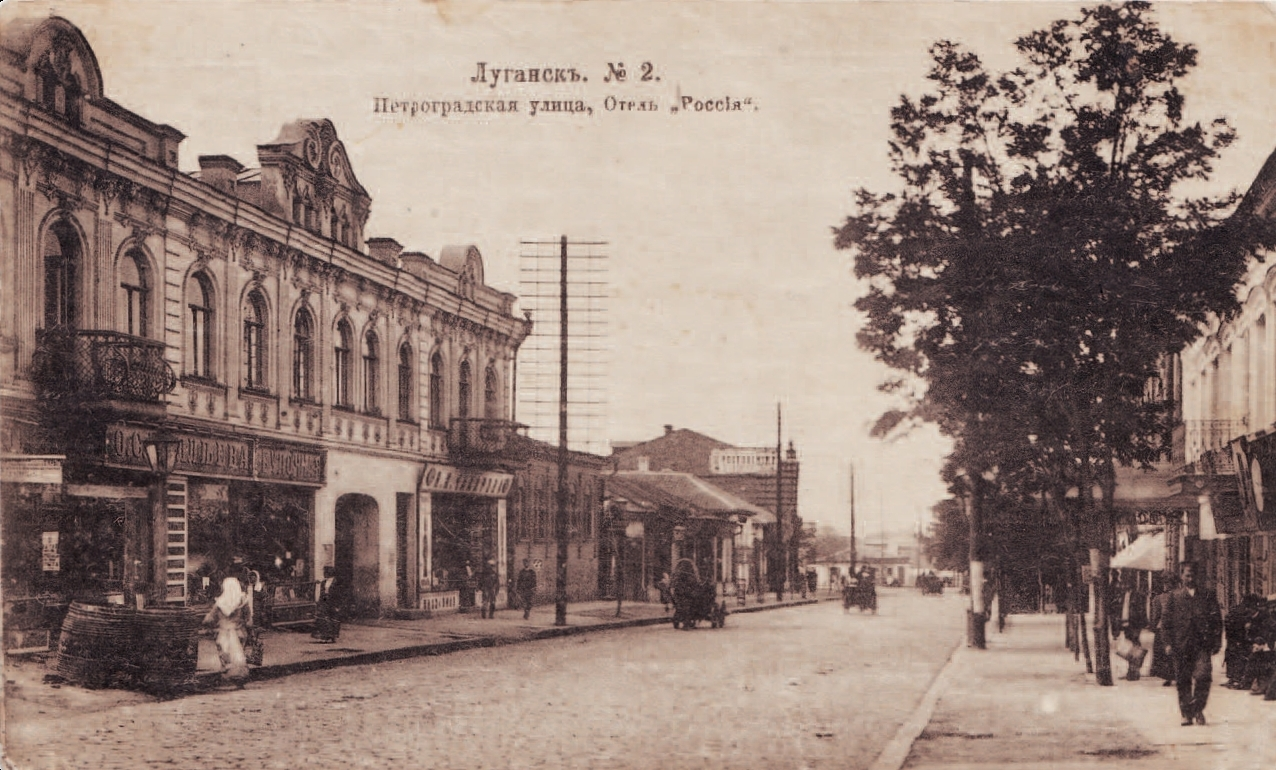
Петроградская улица. г. Луганск. 1914 г.

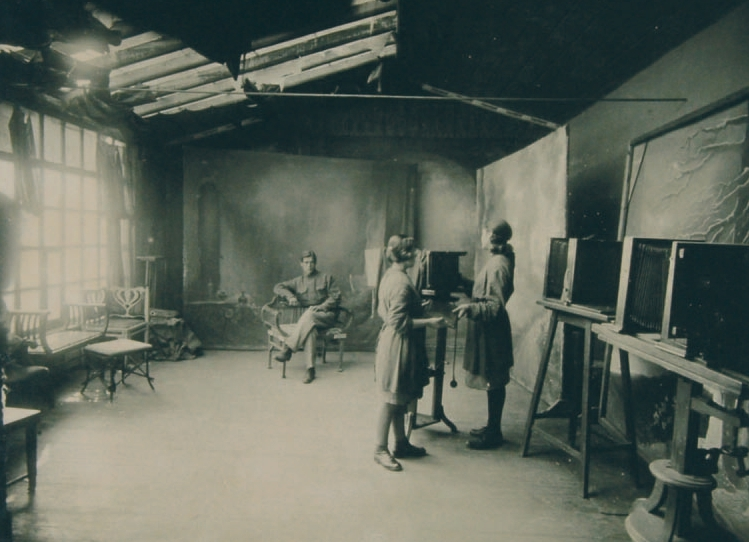
Фотоателье Льва Моисеевича Матусовского. Начало XX века.

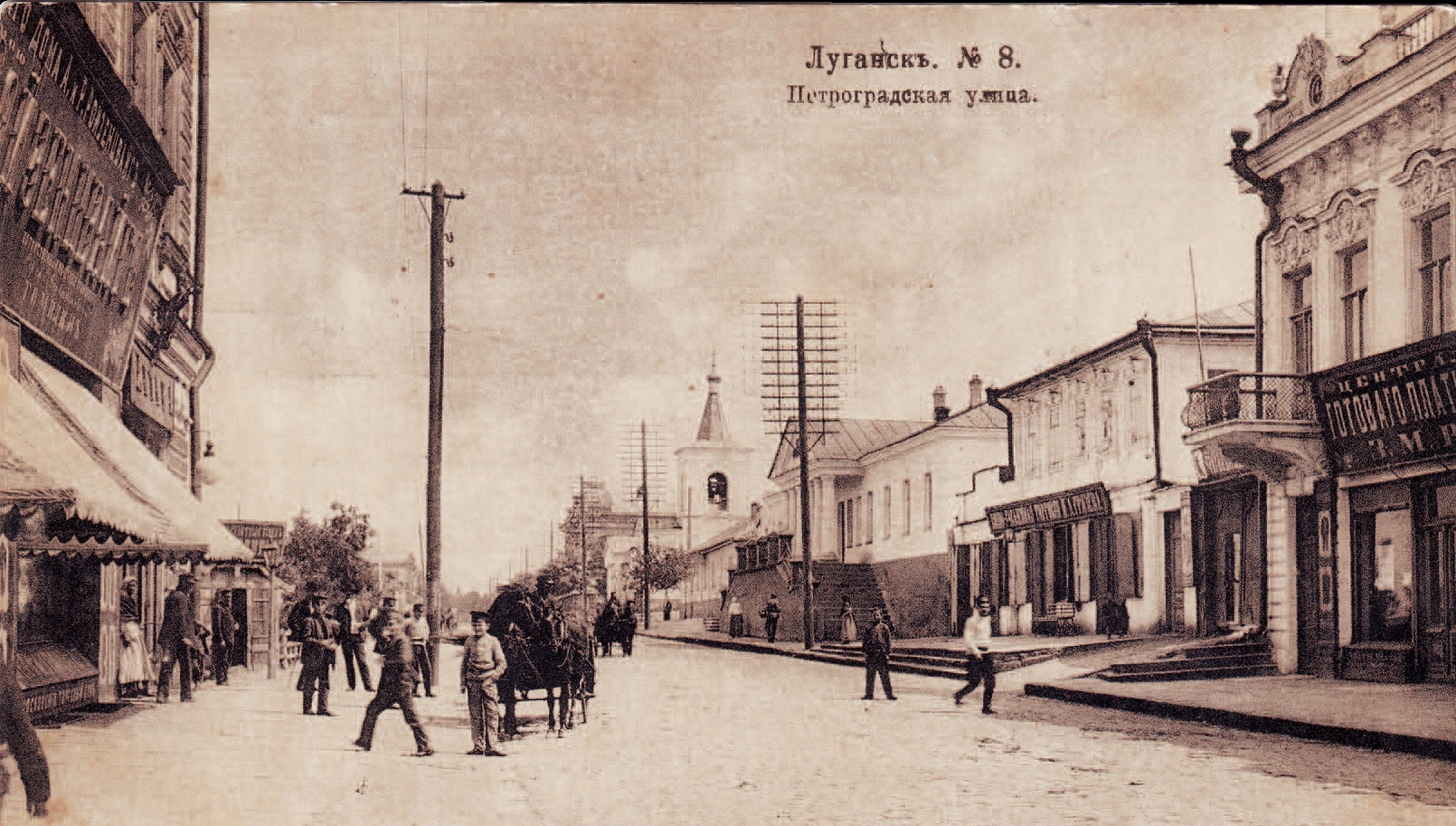
Петроградская улица. Отель «Россия». г. Луганск. 1914 г.

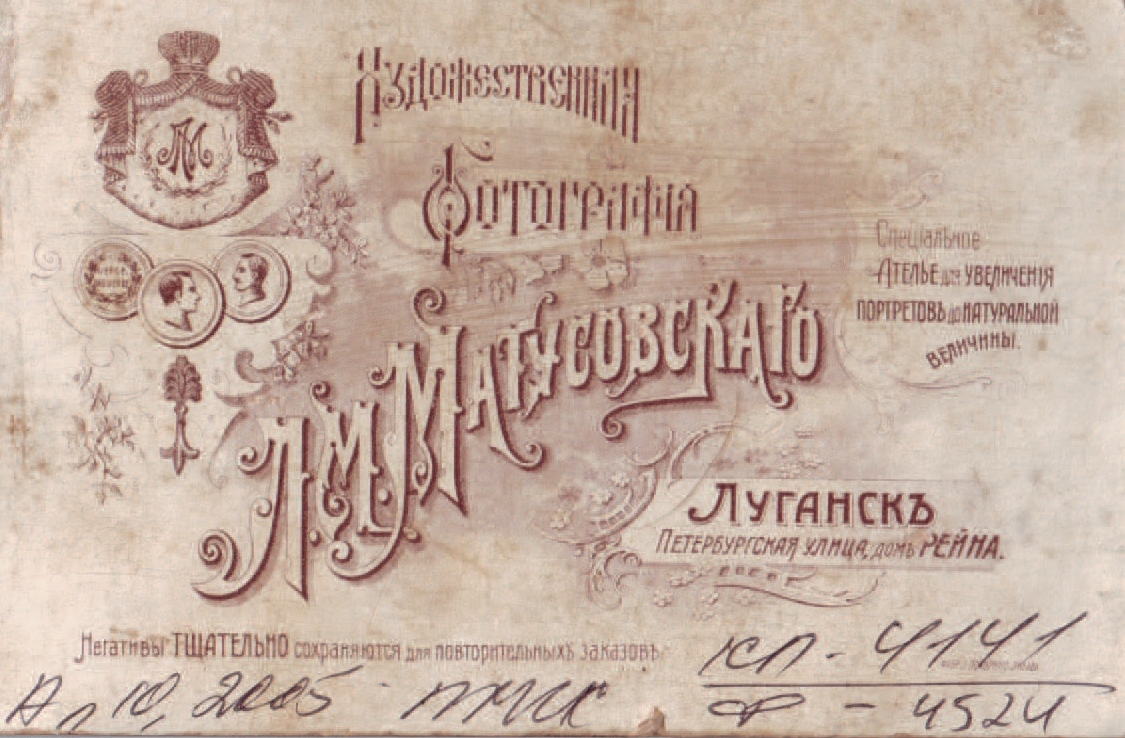
Реклама фотоателье Льва Моисеевича Матусовского на паспарту.

Очень быстро Лев Матусовский стал одним из самых популярных фотографов города. Дела у фотостудии, находящейся на центральной улице Луганска, пошли в гору.
У семьи родились дети — Моисей (Матвей — в 1912 году) и Михаил (в 1915). Лев Моисеевич не скрывал своего происхождения, следовал еврейским обычаям, в том числе обряду обрезания своих сыновей (запись об этом сохранилась в книге Еврейской общины в Госархиве Луганской области).
После Октябрьской революции служил фотографом в территориальной бригаде Красной армии, был фотографом ВЧК и в 1920-26 Луганского Окрисполкома.
Именно Лев Матусовский 15 апреля 1925 года сделал для издания комитета «Геть злочинність» знаменитый снимок, на котором пурпурный бант с Орденом Трудового Красного Знамени, вручённый Луганску, переходит из рук зампреда Реввоенсовета Союза Климента Ворошилова и «всеукраинского старосты» Григория Петровского в руки председателя Луганского горисполкома Н.Третьякова (по уточненным данным, это был секретарь Донецкого губкома партии А. Ф. Радченко). Вот как описывает этот день Михаил Матусовский в письме 1985 года
Мне не было десяти… Я прекрасно помню тот день и эту фотографию. Отец, зная, что мне это будет интересно, взял меня с собой на митинг. Фототехника была тогда такой, что отец со своим большим старомодным аппаратом находился совсем близко от трибуны. Поэтому и мне посчастливилось быть свидетелем этого события. Тогда ведь еще было мало городов, награждённых орденами, и орден Красного Знамени был для нас святыней…
При этом Матусовский умудрялся сохранять собственное дело — частную фотостудию, которая в советские времена приносила ему больше хлопот, чем пользы. По действующему тогда законодательству право на собственное дело необходимо было ежегодно перерегистрировать, он был лишён избирательного права, вынужден был платить повышенные налоги, семья постоянно жила под страхом выселения из квартир и домов, у них не было возможности получать товары и продукты в условиях карточной системы тех лет, дети частных предпринимателей подвергались угрозе исключения из старших классов средних школ, техникумов и вузов. Только благодаря известности и связям отца, младшего сына удалось устроит в индустриальную профшколу (позже — техникум гражданского и промышленного строительства), который располагался в здании нынешнего Музея истории и культуры города Луганска.
Даже работая с 1918 по 1920 годы в ВЧК, а с 1920 по 1926 год в Окружном исполкоме, Лев Матусовский не имел никаких льгот по арендной плате за фотостудию. 5 июня 1926 года Лев Моисеевич обратился к властям, полагая что «… безвозмездное пользование квартирой я считал незначительным вознаграждением за ту колоссальную работу в течение пятилетнего моего обслуживания Окрисполкома. Не стану перечислять всего, но каждому члену горсовета это небезызвестно. Я убеждённо прошу президиум горсовета войти в мое положение и снизить арендную плату, которая для меня является совершенно непосильной. Мой заработок в среднем не превышает 250 рублей в месяц, и платить из этой суммы 170 рублей в месяц — это равносильно взять за шиворот и вышвырнуть меня из квартиры. Всё-таки фотограф — это кустарь, и если у меня большая площадь, то я не виноват, что для фотографии требуется галерея, которая должна вместить в себя группы людей, и подсобная комната для работ не является моей прихотью или роскошью, а этого требует такого рода дело. Я больше чем уверен, что президиум, принимая во внимание все это и те колоссальные работы, которые мною производились для города почти безвозмездно, что всем это известно, по отношению ко мне не примет таких суровых мер и удовлетворит мою просьбу». 11 июня 1926 года это заявление было рассмотрено на заседании коммунальной секции Луганского горисполкома, на котором постановили: «Отказать, Горподотделу выяснить с какого расчета взимается плата». Тогда же ему было отказано и в просьбе «о снижении платы за „правоучение“ сына в индустриальной профшколе» за 1927—1928 учебный год.
Семья Матусовских в эти годы состояла из пяти человек и занимала две комнаты общей площадью 78,8 м². всё в том же доме № 41 (по довоенной нумерации) на бывшей Петроградской, которая стала называться улицей Ленина. Большой двухэтажный кирпичном дом с подвалом, был построен в 1897 году и состоял из восьми квартир и 14 нежилых помещений. В нежилых помещениях находились торговые помещения Укрвинтреста и ЕРМК (единый рабочий многолавочный кооператив), сразу три парикмахерских, часовая и шляпная мастерские, кинотеатр «Свет и знания», занимавший фойе и подвал. Там же, занимая на условиях найма всего лишь одну комнату, одиноко проживал и бывший хозяин дома — Михаил Яковлевич Рейн, у которого советская власть национализировала всё имущество в 1918 году.
В автобиографической книге «Семейный альбом» Михаил Матусовский так описывал условия жизни семьи: «Я сын фотографа, имеющего собственное ателье на главной, Петроградской, улице. На витрине нашей фотомастерской висят портреты красивых женщин, изящно держащих себя за подбородок одним пальчиком… Чтобы попасть в ателье, надо предварительно пройти гостиную, обставленную, как приёмная частнопрактикующего врача. На столах разложены увядшие газеты и журналы годичной давности. Истомившись и познакомившись с полным комплектом старого иллюстрированного журнала, клиент попадал в студию, одна стена и крыша которой сплошь из стекла, благодаря чему казалось, что вы находитесь на дне большого аквариума». Сам процесс фотографирования носил творческий постановочный характер: «Папа долго усаживал клиента на диване или на пуфике, или на бутафорском диком камне, сделанном из папье-маше. Ещё был легкий переносной мостик, так что при желании заказчик мог сняться, картинно облокотившись на перила этого мостика… Отец так и сяк поворачивал клиента свету, заставлял его принимать различные позы, просил забыть земные заботы и улыбнуться, а потом скрывался под чёрным сукном, как будто предлагал сыграть с ним в „прятки“. Аппарат у него был добротный, старомодный… Папа устанавливал нужную диафрагму, снова нырял под сукно и, наконец, произносил, как заклятье: „Спокойно, снимаю!“. Услыхав эти слова, клиент обязан был набрать в легкие воздуха и на некоторое время превратиться в статую. Он не имел права даже моргнуть. А папа отсчитывал вслух экспозицию: „Раз, два, три. Готово!“».
Лев Матусовский был колоритной и популярной в городе фигурой, ему доставляло удовольствие в перерывах между работой выходить на улицу, где каждый прохожий ему кланялся, снимая шляпу, интересовался делами, здоровьем его жены и детей. Фотограф с любовью относился к своим клиентам, иногда на обороте паспарту писал имена заказчиков, или дарственные надписи, или ставили дату.
Лев Матусовский был настолько известен в городе, что даже когда его сын стал знаменитым на всю страну поэтом и писателем, его всё равно называли по-прежнему — «Миша, сын лучшего в городе фотографа». Вплоть до самой Великой Отечественной войны на фотографиях с паспарту, выполненных Львом Матусовским, стояла его авторская печать.
После войны Лев Моисеевич продолжил своё дело, однако теперь работая по найму в фотоателье «Держфото» по адресу улица Ленина, дом 35. В доме по адресу 31 на той же улице, был филиал фотографии, где работали ретушёры и делали фото на документы. Паспарту с фотографий исчезло, и фотодело стало рутинным процессом.
В 1952 году умерла жена — Эсфирь Михайловна. В 1954 году Лев Моисеевич оставил службу в «Фотографии № 1» и переехал к сыну в Москву.
Лев Моисеевич Матусовский умер в 1960 году в Москве. Урна с его прахом захоронена на Донском кладбище столицы России, рядом с родителями Евгении Акимовны Герцик — жены сына, поэта Михаила Матусовского.
В этой же могиле похоронен его старший сын Моисей Львович Матусовский (1912—1973).

## Семья
Жена — Эсфира (Эсфирь) Михайловна Матусовская (в девичестве — Брукман; 1888—1952).
Дети:
- Моисей (Матвей) Львович Матусовский (19 июля 1912 — 19 октября 1973), окончил Луганский машиностроительный техникум, инженер.
- Михаил Львович Матусовский (1915—1990), поэт.
  - Внучка — Елена Михайловна Матусовская (1945—1979), искусствовед-американист, художник, поэт, кандидат искусствоведения (1978)[17]; умерла от рака лёгких, отца похоронили рядом дочерью; её книги «Очерки об американской реалистической живописи 19-20 века» (1986) и «Стихи и письма» (1994) были изданы посмертно.[18][19]
  - Внучка — Ирина, врач, специалист по восточной медицине, живёт в Лос-Анджелесе.[20]
    - Правнучка — Женя Гершман, художница[21][22].

## Память
В Музее истории и культуры города Луганска создана постоянная экспозиция, посвящённая Льву Моисеевичу Матусовскому, в которой представлены предметы из его фотомастерской: подлинное зеркало, кресло, тёмно-зелёный занавес (любимый цвет Л. Матусовского), фотоаппарат фирмы Carl Zeiss, а также хранятся фотографии, как самого Льва Моисеевича, так и изготовленные мастером.

## Комментарии
1. ↑  Фирмы Carl Zeiss.